# Tygtrupperna
Tygtrupperna (Tyg) var ett truppslag inom svenska armén som verkade i olika former åren 1942–1948. Tygtruppernas uppgift var att sköta tygmateriel, som ammunitionstjänst med uppgiften att lagra och tillhandahålla ammunition, dels tygmaterieltjänst som svarade för reparationstjänst och ersättning av annan tygmateriel.

## Historik
Truppslaget sattes upp genom 1942 års försvarsbeslut och bestod av tre tygkompanier förlagda vid tre centrala tygstationerna i Stockholm, Karlsborg och Boden. Inspektören för underhållstjänsten svarade för träng-, intendentur och tygtrupperna medan generalfälttygmästaren ägde inspektionsrätt avseende tygmaterieltjänsten. Genom försvarsbeslutet 1948 beslutades att tygtrupperna skulle utgå som eget truppslag. Den 1 juli 1948 sammanslogs truppslagen trängen och tygtrupperna och bildade ett nytt gemensamt truppslag, underhållstrupperna. Där trängkårerna skulle bilda underhållsregementen, dock genomfördes aldrig den förändringen. Den 1 januari 1949 uppgick tygkompanierna i trängkårerna och den 1 januari 1950 ändrades namnet på underhållstrupperna till trängtrupperna, samtidigt som intendenturtrupperna uppgick i trängförbanden.

## Tygtrupperna
| Beteckning | Namn                | Aktiv     | Garnisonsort            | Kommentar                               |
| ---------- | ------------------- | --------- | ----------------------- | --------------------------------------- |
| Tyg 1      | Första tygkompaniet | 1942–1949 | Stockholm och Linköping | Uppgick i Svea trängregemente (T 1)     |
| Tyg 2      | Andra tygkompaniet  | 1947–1949 | Skövde                  | Uppgick i Göta trängregemente (T 2)     |
| Tyg 3      | Tredje tygkompaniet | 1947–1949 | Hässleholm              | Uppgick i Skånska trängregementet (T 4) |